# 新世紀エヴァンゲリオン エヴァと愉快な仲間たち
『新世紀エヴァンゲリオン エヴァと愉快な仲間たち』（しんせいきエヴァンゲリオン エヴァとゆかいななかまたち）は、『新世紀エヴァンゲリオン』をはじめとするガイナックスの作品を題材とした麻雀ゲーム。プレイステーション用ゲームソフトとして1998年7月23日に、セガサターン用ゲームソフトとして同年11月5日に発売された。
また本項目では、Windows版『エヴァと愉快な仲間たち 脱衣補完計画!』とGBC版『新世紀エヴァンゲリオン 麻雀補完計画』についても以下に述べる。

## 新世紀エヴァンゲリオン エヴァと愉快な仲間たち
『新世紀エヴァンゲリオン』、『ふしぎの海のナディア』、『トップをねらえ!』のガイナックス3作品から17人のキャラクターが登場する麻雀ゲーム。

### ストーリー
ひょんなことから優勝すれば何でも願いの叶う麻雀大会に参加することになったシンジ。優勝目指して仲間とともに特訓にはげむ。ふしぎの海のナディアやトップをねらえ!のキャラクターなども加わって…。

### シナリオ
- シンジ編
- ジャン編
- ノリコ編
- 隠しシナリオ・ミサト編（3つのストーリーをクリアすると出現。）

### 登場人物
- 碇シンジ（声：緒方恵美）
- 綾波レイ（声：林原めぐみ）
- 惣流・アスカ・ラングレー（声：宮村優子）
- 葛城ミサト（声：三石琴乃）
- 赤木リツコ（声：山口由里子）
- 加持リョウジ（声：山寺宏一）
- 碇ゲンドウ（声：立木文彦）
- 鈴原トウジ（声：関智一）
- ナディア（声：鷹森淑乃）
- ジャン・ロック・ラルティーグ（声：日髙のり子）
- マリー（声：水谷優子）
- エレクトラ（声：佐久間レイ）
- キング（声：桜井敏治）
- タカヤ・ノリコ（声：日髙のり子）
- アマノ・カズミ（声：佐久間レイ）
- ユング・フロイト（声：川村万梨阿）
- コーチ（声：若本規夫）
- ナレーション（声：関智一）※キャラクター紹介のみ。

### オープニング曲?
- 『レイ 麻雀詩』（セリフ：綾波レイ）

## エヴァと愉快な仲間たち 脱衣補完計画!
Microsoft Windows（95、98対応）のパソコンゲームソフトとして、1999年11月19日にガイナックスより発売された。基本的には『新世紀エヴァンゲリオン エヴァと愉快な仲間たち』の移植版ではあるが、本作品には脱衣麻雀の要素が含まれており、年齢制限があるアダルトゲームに分類される。
「脱衣補完計画」モードの作画担当は鈴木俊二、高村和宏、うたたねひろゆき、今井ひづる。なお『ふしぎの海のナディア』のキャラクターは「脱衣補完計画」モードには登場しない（NHKのアニメ作品であるためとみられる）。

### 登場人物
- 綾波レイ

原画 - うたたねひろゆき / 声 - 林原めぐみ
- 惣流・アスカ・ラングレー

原画 - 鈴木俊二 / 声 - 宮村優子
- 伊吹マヤ

原画 - うたたねひろゆき
- タカヤノリコ

1999年Win版 原画 - 高村和宏 / 脱衣版 原画 - 濱谷伸一
声 - 日髙のり子
- 葛城ミサト

原画 - 鈴木俊二 / 声 - 三石琴乃
- 赤木リツコ

原画 - うたたねひろゆき / 声 - 山口由里子
- ユング・フロイト

1999年Win版 原画 - 高村和宏 / 脱衣版 原画 - 濱谷伸一
声 - 川村万梨阿
- アマノカズミ

原画 - 今井ひづる / 声 - 佐久間レイ
- 渚カヲル

原画 - 今井ひづる / 声 - 石田彰
- 碇シンジ

原画 - 今井ひづる / 声 - 緒方恵美
- 洞木ヒカリ

原画 - 赤井孝美
- ヒグチキミコ

原画 - 園田健一
- 鈴原トウジ

原画 - 今井ひづる / 声 - 関智一
- 碇ゲンドウ

原画 - 高村和宏 / 声 - 立木文彦
- コーチ（オオタコウイチロウ）

原画 - 今井ひづる / 声 - 若本規夫
- タシロ艦長

原画 - 赤井孝美
脱衣なし
- 加持リョウジ

声 - 山寺宏一
- ナディア

声 - 鷹森淑乃
- ジャン・ロック・ラルティーグ

声 - 日髙のり子
- マリー・エン・カールスバーグ

声 - 水谷優子
- キング

声 - 桜井敏治
- エレクトラ

声 - 井上喜久子
- ナレーション

声 - 関智一

### スタッフ
- 企画・監督 - 菅真理子
- 音楽 - 鷺巣詩郎、田中公平、佐藤英敏
- 原画 - 今井ひづる、うたたねひろゆき、鈴木俊二、高村和宏
- オープニングアニメーション 
  - 監督 - 山賀博之
  - 作画監督・原画 - 柳瀬雄之
  - CG撮影監督 - 伊藤正弘
- エンディング
  - コンテ - もりたけし
  - 原画 -　今掛勇
  - 美術 - 佐々木洋
- 企画・製作 - ガイナックス

### CD-ROM
- 『脱衣補完計画/シンジと愉快な仲間たち セレクトCD-ROM』（ガイナックス） - 2000年9月20日発売
- 『脱衣補完計画/シンジと愉快な仲間たち セレクトCD-ROM 2』（ガイナックス） - 2001年8月24日発売

### 書籍
- 脱衣補完計画／シンジと愉快な仲間たち コンプリート原画集

販売ガイナックス、2000年8月11日発行

## 新世紀エヴァンゲリオン 麻雀補完計画
ゲームボーイカラー用ゲームソフトとして、2000年9月29日にキングレコードより発売された。PS･SS･Win版と違い、本作品では『新世紀エヴァンゲリオン』のキャラクターのみ登場する。また「脱衣補完計画」モードは排除されたり、通信対戦やイラストをポケットプリンタで印刷などの機能が追加されるなどの内容の一新が図られている。

### ゲームモード
- ストーリーモード
- 使徒13番勝負の勝ち抜きモード
- フリー対戦

### ストーリー
父親ゲンドウを授業参観に引っ張り出すべく、彼に麻雀で戦いを挑みに行くシンジだが・・・。

### 登場人物
一部のキャラクターだけボイスがある。
- 碇シンジ（声：緒方恵美）
- 綾波レイ（声：林原めぐみ）
- 惣流・アスカ・ラングレー（声：宮村優子）
- 葛城ミサト（声：三石琴乃）
- 渚カヲル（声：石田彰）
- 碇ゲンドウ（声：なし）

### 書籍
- 脱衣補完計画/シンジと愉快な仲間たちコンプリート原画集（2000年8月11日）